# Adios The Final Performance
Adios The Final Performance – album na żywo Elvisa Presleya, składający się z ostatniego koncertu z 26 czerwca 1977 r. w Indianapolis, stan Indiana (w nieistniejącym już audytorium) jaki Elvis dał niecałe dwa miesiące przed swoją śmiercią 16 sierpnia 1977 roku. Wydany w 1993 roku.

## Lista utworów
1. "2001 Theme"
2. "C.C. Rider"
3. "I Got a Woman – Amen"
4. "Love Me"
5. "Fairy tale"
6. "You Gave Me a Mountain"
7. "Jailhouse Rock"
8. "It’s Now or Never"
9. "Little Sister"
10. "Teddy Bear
11. "Don’t Be Cruel"
12. "Please Release Me"
13. "I Can’t Stop Loving You"
14. "Bridge over Troubled Water"
15. "Band Introductions"
16. "Early Morning Rain
17. "Johnny B. Goode
18. "I Really Don’t Want to Know"
19. "Hurt"
20. "Hound Dog"
21. "Can’t Help Falling in Love"
22. "Closing Theme"